# Otto Wichterle
Otto Wichterle (Prostějov, 27 oktober 1913 - Stražisko, 18 augustus 1998) was een Tsjechische scheikundige en uitvinder bekend voor het uitvinden van de zachte contactlens.

## Leven en carrière
Wichterle was de zoon van Karel Wichterle, een van de eigenaren van het bedrijf Wikov. Zijn zus Hanna Wichterlová was een kunstenares. Otto zelf studeerde aan de Chemische en Technische faculteit van de České vysoké učení technické v Praze (tegenwoordig is de faculteit een zelfstandige universiteit: Vysoká škola chemicko-technologická v Praze). Aan deze universiteit promoveerde hij in 1936, waarna hij aan de universiteit bleef werken tot de Nazi's in 1939 de universiteit sloten. Wichterle ging werken voor Baťa en kon zo zijn onderzoek voortzetten. Bij Baťa ontdekte hij met zijn team de kunststofvezel silon (een materiaal vergelijkbaar met nylon). Tijdens de bezetting werd Wichterle in 1942 door de Gestapo gevangen genomen en een paar maanden later weer vrijgelaten.

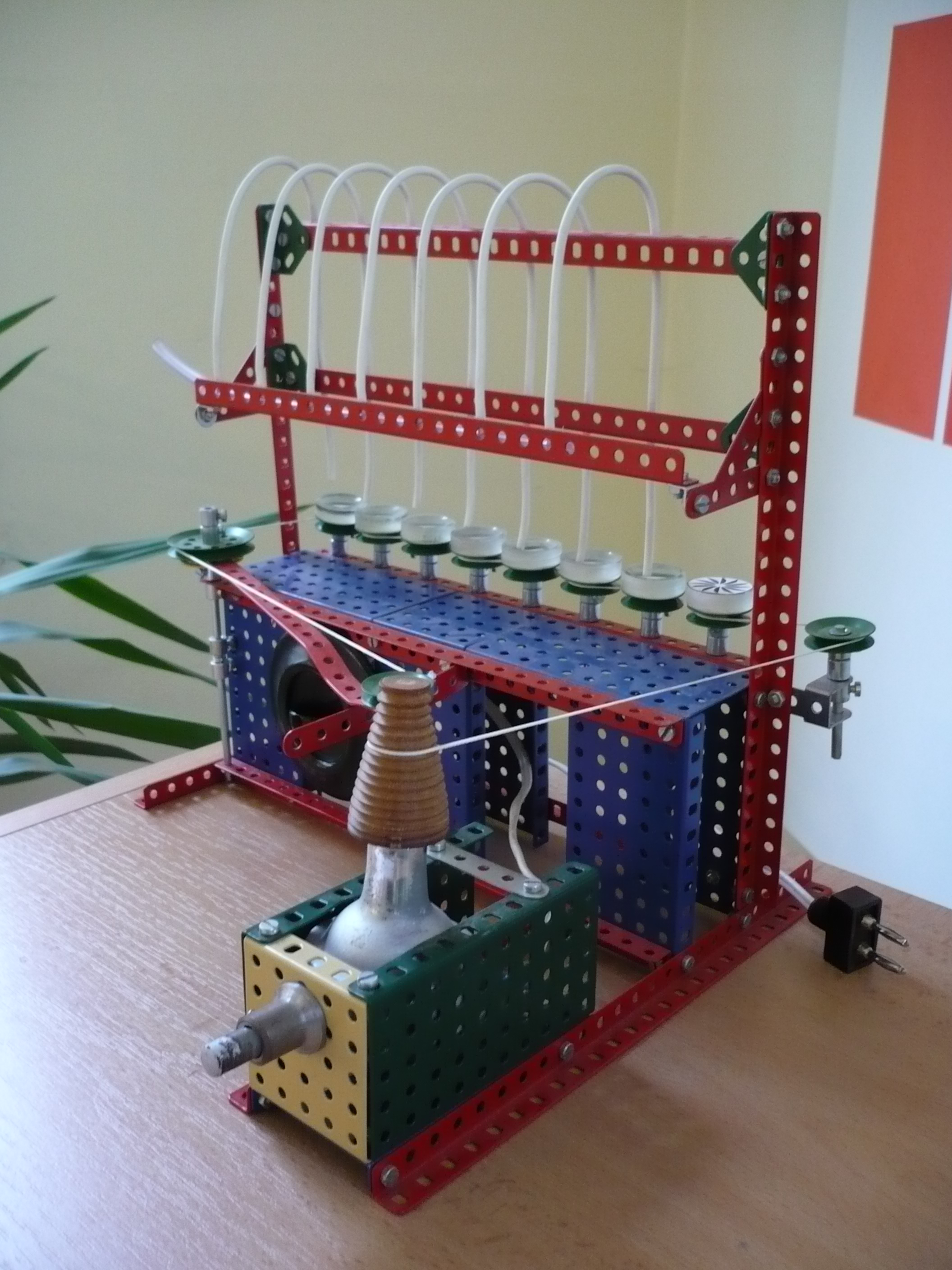
Een machine op basis van Merkur-speelgoed voor het maken van lenzen.

Na het einde van de tweede wereldoorlog keerde hij naar de České vysoké učení technické v Praze terug, promoveerde in de organische chemie en schreef een lesboek voor de anorganische chemie. In 1953 maakte hij de afsplitsing van de Vysoká škola chemicko-technologická v Praze van de České vysoké učení technické v Praze mee, en ging bij de nieuwe universiteit aan de slag. Wichterle werd om politieke redenen in 1958 de universiteit uitgewerkt en ging vervolgens aan de slag bij de Tsjecho-Slowaakse Academie van Wetenschappen en werd daar directeur van een nieuw opgezet instituut de Ústav makromolekulární chemie. Omdat het gebouw van het instituut nog in aanbouw was voerde Wichterle verschillende experimenten thuis uit. In 1961 bouwde hij thuis met behulp van een Merkur-bouwpakket (een bouwsysteem vergelijkbaar met Meccano) en een fietsdynamo een spincoater voor de productie van zachte contactlenzen met hydrogel.
Wichterle werd in 1971 vanwege zijn rol bij het ontstaan van het Manifest van 2000 woorden uit de leiding van het instituut verbannen. Ook werd hij in zijn wetenschappelijke werk zeer beperkt, omdat het communistische regime hem de communicatie met buitenlandse wetenschappers onmogelijk maakte. Pas na de Fluwelen revolutie werd Wichterle gerehabiliteerd en werd hij van 1990 tot de splitsing van Tsjecho-Slowakije de president van de Academie van Wetenschappen.

## Prijzen
- 1984 – R. W. Wood Prize
- 1991 – řád T. G. Masaryka III. stupně (de orde van T.G. Masaryk IIIe graad)

## Trivia
- In 1993 is de planetoïde (3899) Wichterle naar Otto Wichterle vernoemd.